# Armorial des localités de Hongrie/U-Ú-Ü
Cette page donne les armoiries des localités de Hongrie, commençant par les lettres U, Ú et Ü.

## Új

Újkígyós
Újszalonta

## Un-Úny

Úny